# Conophytum vanheerdei
Conophytum vanheerdei là một loài thực vật có hoa trong họ Phiên hạnh. Loài này được Tischer mô tả khoa học đầu tiên năm 1955.